# Scream (album de Michael Jackson)
Pour les articles homonymes, voir Scream.
Ne doit pas être confondu avec Scream/Childhood.
Albums de Michael Jackson
The Indispensable Collection
(2013) Michael Jackson: The Diamond Celebration
(2018)
Singles
1. Blood on the Dance Floor x Dangerous (The White Panda Mash-up)
Sortie : 6 septembre 2017

Scream est une compilation de Michael Jackson, sortie le 29 septembre 2017 pour les versions CD et numérique, ainsi que le 27 octobre pour la version vinyle. 
Cet album posthume, spécialement prévu pour fêter Halloween,, regroupe les chansons les plus « électrisantes et dansantes » de l'artiste comme Thriller, Blood on the Dance Floor ou encore Ghosts.
L’album comprend notamment Somebody's Watching Me (1983) de Rockwell, titre dans lequel Michael Jackson prête sa voix, ainsi que le titre bonus Blood on the Dance Floor x Dangerous (The White Panda Mash-up) créé pour l'album.
Scream est annoncé par une vidéo de 17 secondes publiée le 6 septembre 2017 sur les pages officielles Facebook, Instagram et YouTube VEVO de Michael Jackson, juste après une projection en 3D du clip de Thriller à Venise.

## Liste des titres
| No  | Titre                                                           | Auteur | Album d'origine                              | Durée |
| --- | --------------------------------------------------------------- | --- | -------------------------------------------- | ----- |
| 1.  | This Place Hotel                                                | Michael Jackson                                                                                                   | Triumph                                      | 5:43  |
| 2.  | Thriller                                                        | Rod Temperton | Thriller                                     | 5:58  |
| 3.  | Blood on the Dance Floor                                        | Michael Jackson, Teddy Riley                                                                                      | Blood on the Dance Floor: HIStory in the Mix | 4:13  |
| 4.  | Somebody's Watching Me                                          | Rockwell | Somebody's Watching Me                       | 3:57  |
| 5.  | Dirty Diana                                                     | Michael Jackson                                                                                                   | Bad                                          | 4:40  |
| 6.  | Torture                                                         | Jackie Jackson, Kathleen Wakefield                                                                                | Victory                                      | 4:53  |
| 7.  | Leave Me Alone                                                  | Michael Jackson                                                                                                   | Bad                                          | 4:39  |
| 8.  | Scream                                                          | Michael Jackson, Janet Jackson, James Harris III, Terry Lewis                                                     | HIStory: Past, Present and Future, Book I    | 4:37  |
| 9.  | Dangerous                                                       | Michael Jackson, Bill Bottrell, Teddy Riley                                                                       | Dangerous                                    | 6:58  |
| 10. | Unbreakable                                                     | Michael Jackson, Rodney Jerkins, Fred Jerkins III, LaShawn Daniels, Nora Payne, Robert Smith, Christopher Wallace | Invincible                                   | 6:25  |
| 11. | Xscape                                                          | Michael Jackson, Rodney Jerkins, Fred Jerkins III, LaShawn Daniels                                                | Xscape                                       | 4:05  |
| 12. | Threatened                                                      | Michael Jackson, Rodney Jerkins, Fred Jerkins III, LaShawn Daniels                                                | Invincible                                   | 4:19  |
| 13. | Ghosts                                                          | Michael Jackson, Teddy Riley                                                                                      | Blood on the Dance Floor: HIStory in the Mix | 5:13  |
| 14. | Blood on the Dance Floor x Dangerous (The White Panda Mash-up), | |                                              | 3:38  |